# Moussy-le-Neuf
Moussy-le-Neuf é uma comuna francesa localizada na região administrativa da Île-de-France, no departamento Sena e Marne. A comuna possui 2218 habitantes segundo o censo de 1990.